# World University Boxing Championships
Die World University Boxing Championships sind von der AIBA organisierte, globale Boxwettkämpfe, die seit 2004 im Zweijahresrhythmus ausgetragen werden. Je nach Teilnehmeranzahl gibt es ein Sechzehntelfinale, ein Achtelfinale, ein Viertelfinale, ein Halbfinale und ein Finale. Die beiden Halbfinalverlierer erhalten jeweils Bronze. 2014 wurden erstmals auch Frauenwettkämpfe ausgetragen, diese bestanden aus nur einem Halbfinale und einem Finale. Geboxt wurden in nur zwei Gewichtsklassen (Fliegen- und Leichtgewicht).

## Bekannte Turniersieger
Zu den bekanntesten Turniersiegern zählen Zhou Shiming (China), Selcuk Aydin (Türkei) und Wjatscheslaw Hlaskow (Ukraine).

## Meisterschaften
| Nr. | Jahr | Ort         | Land          | Artikel |
| --- | ---- | ----------- | ------------- | ------- |
| 1   | 2004 | Antalya     | Türkei        | Details |
| 2   | 2006 | Almaty      | Kasachstan    | Details |
| 3   | 2008 | Kasan       | Russland      | Details |
| 4   | 2010 | Ulaanbaatar | Mongolei      | Details |
| 5   | 2012 | Baku        | Aserbaidschan | Details |
| 6   | 2014 | Jakutsk     | Russland      | Details |
| 7   | 2016 | Chiang Mai  | Thailand      | Details |
| 8   | 2018 | Elista      | Russland      | Details |